# سيارة وولانج هونجوانج الكهربائية
سيارة وولانج الكهربائية الصغيرة Wuling Hongguang Mini EV هي سيارة كهربائية للمدينة تعمل بالبطارية تم تصنيعها بواسطة شركة SAIC-GM-Wuling و تم تطوير السيارة بتعاون مع General Motors Company منذ عام 2020. بدأت المبيعات في الصين في يوليو 2020. اعتبارًا من فبراير 2023، تجاوزت المبيعات العالمية منذ إنشائها 1,100,000 وحدة ، وأصبحت السيارة الكهربائية الأكثر مبيعًا في الصين.

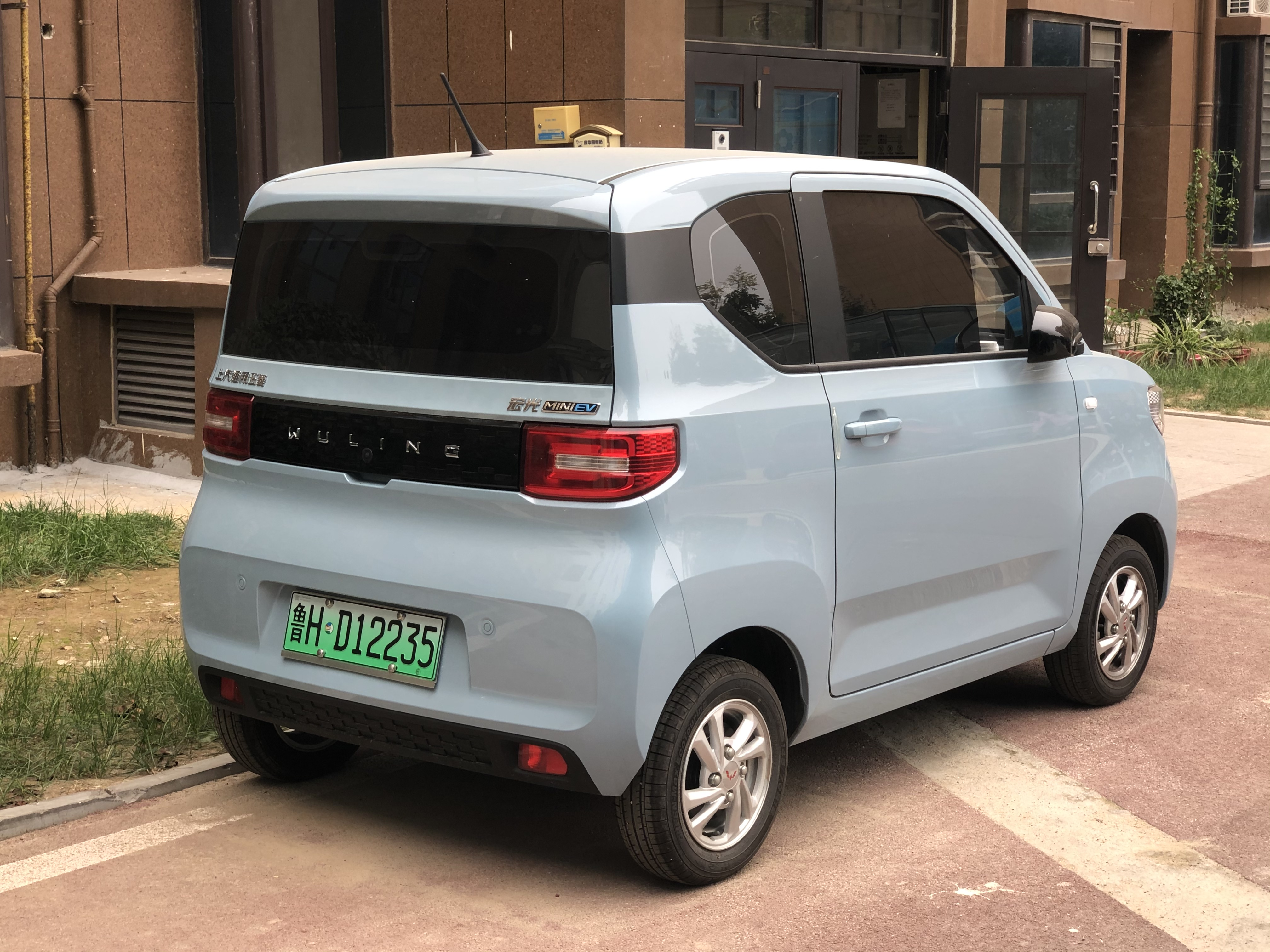
الشكل الخلفي

يمكن للسيارة أن تتسع لأربعة أشخاص، وتشتمل الميزات القياسية مثل تكييف الهواء والنوافذ الكهربائية ونظام الصوتيات ومساحة تخزين ومقصورات. تشتمل ميزات الأمان القياسية على الفرامل المانعة للانغلاق، وأجهزة استشعار لمراقبة ضغط الإطارات، وأجهزة استشعار للركن الخلفي. لم تشتمل الطرازات المبكرة على وسادة أمان هوائية، لكن الطرازات اللاحقة مثل Mini EV Macaron تتضمن هذه الميزة بشكل قياسي.
يتم إنتاج الطاقة بواسطة محرك كهربائي يبلغ ذروته 20 كـو (27 حصان؛ 27 PS) و 85 ن·م (63 رطل·قدم) من عزم الدوران  مع الدفع بالعجلات الخلفية، مما يدفع السيارة إلى السرعة القصوى البالغة 100 كم/س (62 ميل/س) . تم تجهيز السيارة بمحرك 9.2 كيلوواط في الساعة قادر على تحقيق نطاق يبلغ 120 كـم (75 ميل). استنادًا إلى دورة القيادة (نطاق البطارية قبل النفاذ)، يبلغ استهلاك الطاقة المقدر للسيارة 8,1 كيلووات في الساعة/100 كم.